# Prim (episodio nacional)
Prim es la penúltima novela de la cuarta serie de los Episodios nacionales de Benito Pérez Galdós, escrita en Santader y Madrid entre julio y octubre de 1906, y publicada ese mismo otoño. Su título hace referencia al militar y político liberal Juan Prim.

¿Y Prim cuándo llegaba? Pronto, pronto... Del 8 al 9 de Junio lo esperaban; el 9 recaló un vapor francés, y a las tres de la tarde fondeaba en el puerto. Allí estaba... Silencio, disimulo. El General no desembarcaría hasta que cerrara la noche. Poco faltaba ya... Por Dios, que si era valiente el hombre, a perseverante y cabezudo no había quien le ganase, pues apenas fracasado en una tentativa de pronunciamiento, ya estaba metido en otra, sin perder su brío ni la ciega confianza en estas arriesgadas aventuras. Entre la primera de Valencia y la que a la sazón se preparaba, hubo otra desdichadísima, en Navarra. Vestido de aldeano atravesó el Pirineo a pie, desde San Juan de Pied-de-Port a Roncesvalles, y arreando bueyes penetró hasta Burguete, donde le esperaba Moriones para decirle que las fuerzas de la guarnición de Pamplona, que se habían comprometido a dar el grito, se llamaban Andana. ¡La historia de siempre, el eterno balanceo de las almas guerreras entre el ardimiento y la ética militar! Colérico, mas no abandonado de su vigorosa constancia, volvió Prim a traspasar el Pirineo. Los reveses le enojaban, pero no le rendían. Dijérase que su desbordada bilis amargaba su voluntad dándole una consistencia irresistible. Era de un temple tal que si mil veces fracasara en aquel propósito, engendro de una convicción profunda, otras tantas pondría toda su alma en realizarlo. El Destino se cansaría, el hombre no.
Capítulo XVI (Galdós, 1906)

Al parecer, Galdós pensó que este sería el último episodio nacional, y quizá por ello, sea para algunos estudiosos «la novela más relevante de todo el siglo XX galdosiano desde el punto de vista ideológico». Lo cierto es que en ella se reúnen y condensan las constantes galdosianas (anticlericalismo, republicanismo y antiimperialismo), y que se sintetizan en Prim, el general convertido en «modelo progresista que conseguiría terminar con los que Galdós llama «obstáculos tradicionales, “el trono y el altar”».
Recuerda Pedro Ortiz-Armengol, biógrafo definitivo de Galdós, que a partir de Prim, el escritor canario «recupera los recuerdos de su juventud madrileña en los fastos y en los infaustos isabelinos y amadeistas». En esa tarea de recordar y reflexionar, especula otro importante galdosista, Casalduero, que cuando el personaje de Juan Santiuste habla de la «Historia lógico-natural de los españoles de ambos mundos en el siglo xix», está confirmando la tendencia literaria del autor de los últimos episodios, según la cual «los españoles no deben buscar la lección de la Historia, del pasado; tiene que vivir con un ideal», pues «la realidad ya no se encuentra en la Historia, sino en su propia creación, en su novela». Una tesis que aún en el siglo xxi sigue siendo discutida.